# لورا خورادو
لورا خورادو (بالإسبانية: Laura Jurado)‏ (21 أبريل 1990 بإشبيلية في إسبانيا - ) هي لاعبة كرة قدم إسبانية في مركز الدفاع. لعبت مع نادي إشبيلية للسيدات وSporting de Huelva ‏.